# Eknäs och Sandviken
Eknäs och Sandviken (tidigare även Sandviken+Solhaga) var en av SCB avgränsad småort i Värmdö kommun. Småorten omfattade bebyggelse belägen öster om Lugnet och Skälsmara. Från 2010 är bebyggelsen inte längre klassad som en småort och det existerar sedan dess ingen bebyggelseenhet med detta namn